# Фазометр
Фазометр — 
1. Прилад для виміру фаз періодичних електричних коливань.  
2. Прилад, призначений для вимірювання кутів зсуву фаз між двома змінними періодичними електричними коливаннями, наприклад в трифазної системі електропостачання.
Осн. частина найпростіших Ф.— логометр.

## Застосування
- У світлодалекомірах МСД1М, СМ2, ЕОК2000 різниця фаз вимірюється за допомогою індуктивних пристроїв.  У сучасних світлодалекомірах застосовують цифровий фазометр, що у сполученні з додатковими логічними і рахунковими вузлами.
- Фазометри дуже часто застосовуються в електроустановках для визначення коефіцієнта реактивної потужності (Коефіцієнт потужності) (звідси йде його жаргонна назва "Косінусофіметр", зважаючи на незнання персоналом, обслуговуючим електроустановки, правильної назви приладу).
- Пристрій багатьох світлодалекомірів та деяких радіодалекомірів, служить для вимірювання різниці фаз двох коливань. В основі роботи – залежність зміни фази коливання від проміжку часу, за який вона здійснюється. На цьому базується основний принцип вимірювання віддалей в маркшейдерії і геодезії світло- та радіодалекомірами. Якщо на кінцях вимірюваної відстані встановити відповідно далекомір та відбивач, то завдяки Ф. вимірюють різницю фаз опорного і прийнятого після проходження подвійної відстані коливань. Вимірявши різницю фаз, час проходження коливань і знаючи показник заломлення середовища, в якому виконуються вимірювання, знаходять віддаль між далекоміром і відбивачем. Розрізняють Ф.: аналоговий, дискретний, цифровий, цифровий інтегрувальний.